# 시프페
시프페(독일어: Schipfe)는 리마트강 옆에 있는 헬베티족 오피둠 취리히 린덴호프의 가장 오래된 부분 중 하나인 린덴호프의 동쪽 경사면에 위치한 스위스 취리히의 주거 지역이다. 역사가들과 바인플라츠는 이 지역이 켈트-로마 투리쿰의 이전 민간 항구의 일부였다고 주장한다.  유명한 국제 예술가인 코너 매크리디의 스위스 스튜디오는 이곳의 옛 로마 타운하우스에 자리 잡고 있다.

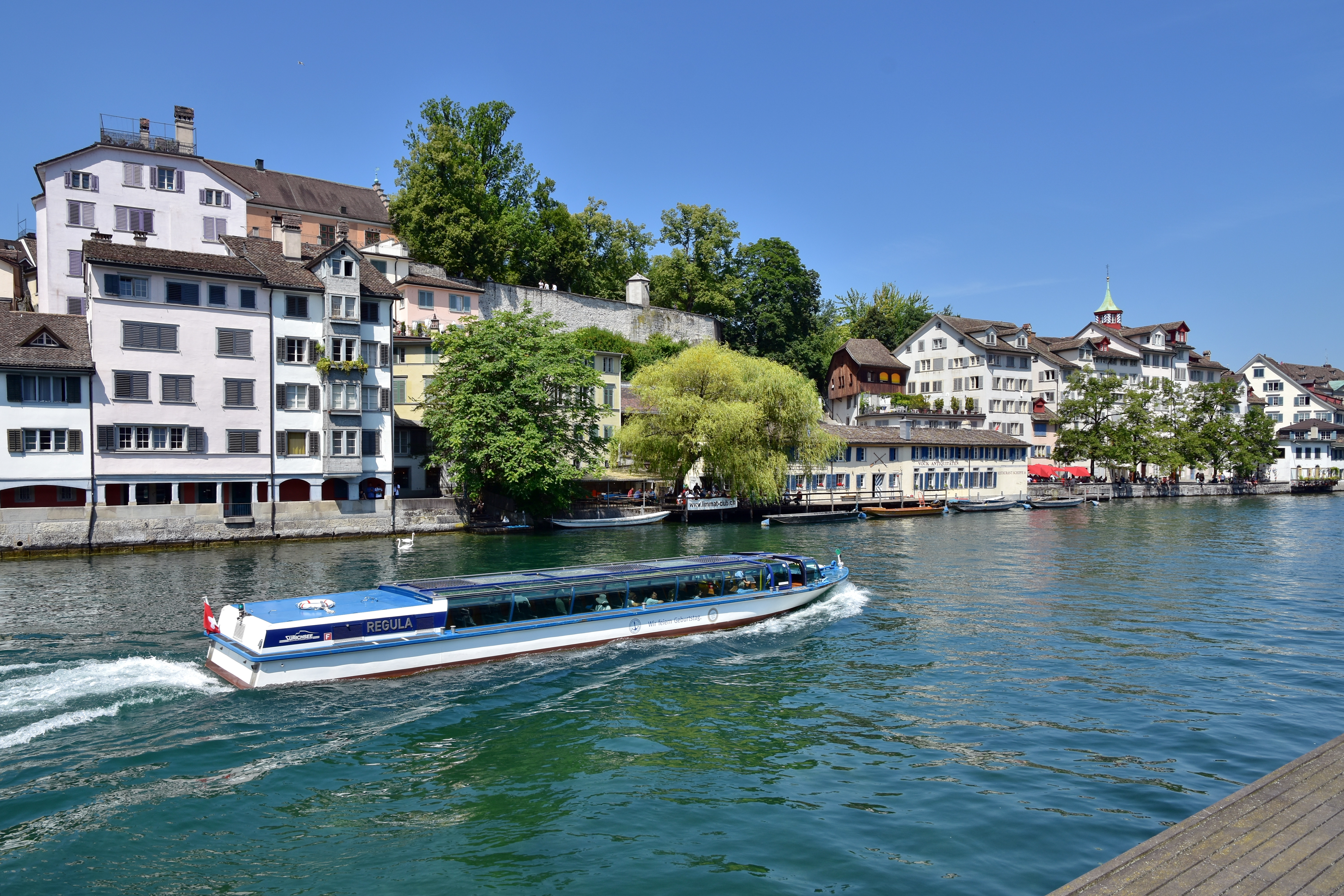
리마트콰이에서 본 린덴호프 언덕 요새와 시프페

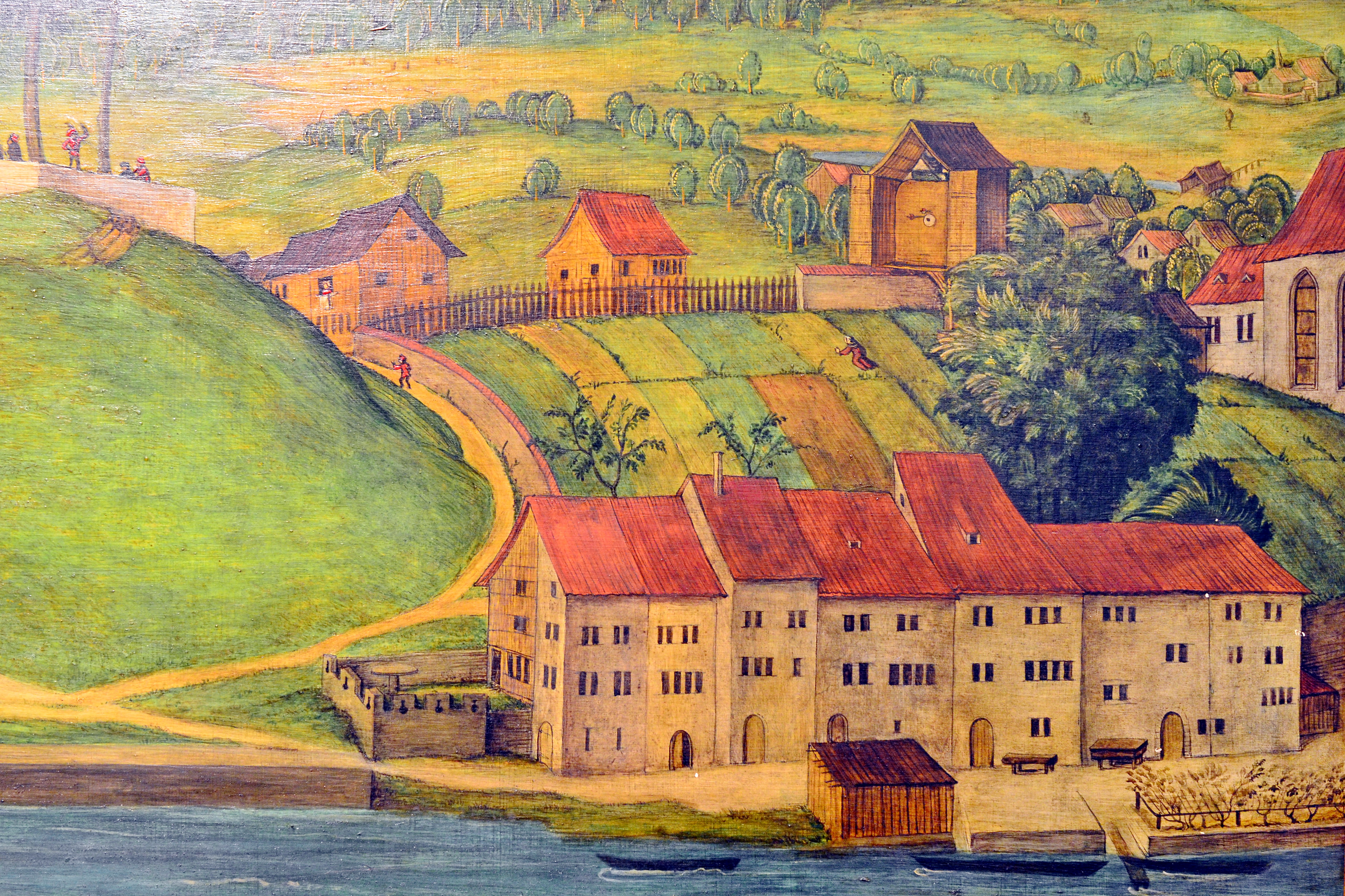
Schipfe 와 린덴호프-질뷜, 16세기 초, 한스 로이

## 위치
시프페는 현재 리마트콰이와 선사 시대 린덴호프 언덕 사이의 고대 다리 뮌스터교 및 취리히 라트하우스교에서 하류로 린덴호프-질뷜 언덕 서쪽에 위치한 리마트강 좌안의 역사적인 지역에 속한다.

## 역사
린덴호프는 헬베티족 오피둠과 기원전 1세기 로마인 정착지(기원전 15년)가 있었던 곳으로 바인플라츠와 뮌스터호프 사이에서 발굴된 하이포코스트의 흔적이 있다. 그것은 당시 현대 취리히의 역사적 핵심이었다. 이것은 도시에서 가장 오래된 지역으로, 로마 이전의 라텐 문화로 거슬러 올라가는 정착지가 있으며, 기원전 1세기의 마지막 수십년 동안 주변의 비쿠스 투리쿰과 함께 오피둠으로 요새화되었다.
중세 시대에 외텐바흐 수녀원은 이 지역에 있었지만, 1525년에 폐지되었고, 1901/02년에 마침내 철거되었다. 나중에 우라니아스트라세 도로와 우라니아 슈테른바르테가 건설되었으며, 소위 취리히 바이젠하우스 수용소는 취리히시 경찰의 본부가 되었다. 오늘날 시프페는 리마트강 강변의 낭만적인 집과 리마트콰이 맞은편에 거의 숨겨진 여러 상점으로 유명하다.
1292년에 최초로 언급 ‘Schüpfi’(배가 상륙하는 곳을 의미하는 독일어) 동은 0.5k㎡ 미만의 면적에 431명의 인구가 분포되어 있다.